# Rosário (Bahia)
Rosário é uma localidade sob disputa territorial entre os estados brasileiros da Bahia (mais precisamente como território do município de Correntina) e de Goiás (como parte do município de Posse).

## História
Rosário surgiu em meados de 1985, em torno de um posto de gasolina homônimo que atendia motoristas na BR-020. Localizado no extremo oeste do território de Correntina, a aglomeração passou a se tornar relevante com o crescimento da agricultura, que se tornou um ponto relevante para o produto interno bruto (PIB) do município. Rosário chegou a ser apontado como ponto de entrada da cidade na região do MATOPIBA.
A distância de 200 quilômetros de Rosário para a sede urbana de Correntina foi apontada, ao longo dos anos, como justificativa para tornar Rosário como município. Por outro lado, a localidade fica próxima cerca de 20 quilômetros de Posse, em Goiás, o que faz com que parte dos fazendeiros da região morem em Goiás e a população local usufrua dos serviços públicos da cidade. Além disso, moradores também se queixam da falta de infraestrutura e atenção da Prefeitura de Correntina, o que para alguns autores poderia ser considerada um receio do município em investir no território e, mais tarde, perdê-lo.
Rosário também é um dos pontos de conflitos agrários. Em novembro de 2017, um grupo de mais de mil pessoas ligadas a movimentos de proteção ambiental ocuparam a Fazenda Igarashi e destruíram máquinas do local. A fazenda captava, irregularmente, milhões de metros cúbicos de água diariamente do Rio Arrojado.
As disputas entre Bahia e Goiás pelo território ocorrem desde 2002, com Goiás alegando que parte do território de Rosário pertence ao estado. Em 2014, o Supremo Tribunal Federal atribuiu a Goiás parte do território de Rosário. Até 2023, o Instituto Brasileiro de Geografia e Estatística (IBGE) não reconhecia Rosário como distrito ou vila nem de Correntina, nem de Posse, apesar do conhecimento informal popularizado de Rosário como distrito.
Até 2023, Rosário era formado por três loteamentos urbanos: Cidade Vila do Rosário, El Dourado e Residencial Primavera do Oeste, sendo o primeiro cortado pela BR-020.